# Пакальнис, Юозас
Юо́зас Пака́льнис (лит. Juozas Pakalnis, 4 августа 1912, д. Вясялькишкяй Пакруойского р-на Шяуляйского уезда Литвы — 28 января 1948, Вильнюс) — литовский флейтист, композитор, дирижёр, педагог. По праву считается родоначальником литовской флейтовой школы.

## Биография
В 1926 году поступил в Клайпедское музыкальное училище по классу флейты, где учился у чешских педагогов — сначала у Альберта Бурсика, а затем — у Франца Бенинга. После окончания училища в 1930 году был принят флейтистом в оркестр Каунасского государственного театра (первый профессиональный театр в Литве с оперной, драматической и балетной труппами). С 1931 года преподавал по классу флейты в Каунасском музыкальном училище, которое в 1933 года реорганизовано в Каунасскую консерваторию. Выступал с концертами. Изучал композицию под руководством Юозаса Груодиса. В 1935 году на Каунасском радио состоялся дирижёрский дебют молодого музыканта. В 1936 году он становится дирижёром симфонического оркестра Государственного театра. Этот оркестр исполнял и его собственные первые сочинения, но, ощущая недостаток теоретических знаний, в 1938 году Пакальнис поступает в Лейпцигскую консерваторию, где обучался дирижированию у Германа Абендрота, а композиции у Иоганна Непомука Давида. Из-за сложной политической ситуации через год возвращается в Литву.
С 1940 года Пакальнис работал в Государственном театре дирижёром балета, был также дирижёром учреждённого в 1941 году Каунасского театра музыкальной комедии. Его наибольшей композиторской удачей стал балет «Невеста», поставленный в Каунасе 12 декабря 1943 г. под управлением автора. В советские годы балет ставился в течение 50 лет в Каунасе под названием «Встаёт зоренька» и в Вильнюсе под названием «Утренняя звезда». Продолжал выступать как флейтист-солист. С 1945 года стал руководить студенческим симфоническим оркестром Каунасской государственной консерватории, в 1947 году ему присвоено звание доцента.
Умер в 1948 году при невыясненных обстоятельствах. На трагическую смерть пытался пролить свет КГБ, собрав 2 тома следственных материалов.
Похоронен в Каунасе, на кладбище Шанчю, в 1970 г. перезахоронен на Пятрашюнском кладбище, где в 1973 поставлен надгробный памятник (архитектор — М. Лагунавичене).

Среди учеников — Аугустинас Армонас и Людас (Людвикас) Сурвила.

Музыкальный язык Ю. Пакальниса близок позднему романтизму, сочинения отличаются красочной инструментовкой, мелодичностью, выразительным ритмом, а лирические мелодии напоминают интонации литовского фольклора.

## Память
На малой родине создан мемориальный музей, музыкальная школа названа его именем.
С 1992 года проводится Республиканский конкурс юных исполнителей им. Ю. Пакальниса.
В 1969 года в Каунасе по адресу ул. Жемайчю, 88 появилась мемориальная доска с текстом: «В этом доме в 1930—1948 годах жил флейтист, дирижёр, композитор, доцент Юозас Пакальнис». 31 мая 2001 года на её месте открыта новая мемориальная доска с барельефом музыканта (скульптор Стасис Жиргулис).

## Сочинения
- Каприччио № 1 для флейты с орк. (или ф-но) (1931)
- Каприччио № 2 для виолончели с орк. (или ф-но) (1932)
- «Легенда» для оркестра (1933)
- симфоническая поэма «Литуаника» (1935) (в память перелёта лётчиков Дарюса и Гиренаса через Атлантический океан на самолёте «Литуаника»)
- Романтическая увертюра (1936)
- Симфоническая картина (1939)
- балет «Невеста» (1942)
- Музыка для парада спортсменов в Москве (1946)
- неоконченная опера «Милда» (1946)
- Героическая увертюра (1947)
- Симфония № 1 C-dur «Пасторальная» (1948)
- сочинения для духового оркестра, для ф-но, камерно-инструментальные, вокальные, хоровые произведения